# Аз-Зубейр
Аз-Зубейр (англ. az-Zubayr, араб. الزباير) — поселення в Сирії, що складає невеличку друзьку общину в нохії Ізра, яка входить до складу мінтаки Ізра в південній сирійській мухафазі Дара.